# Nazionale olimpica di calcio della Cecoslovacchia
La nazionale olimpica cecoslovacca di calcio è stata la rappresentativa calcistica della Cecoslovacchia che rappresentava l'omonimo stato ai giochi olimpici. Vinse l'oro alle olimpiadi del 1980 e l'argento nel 1964.

## Statistiche dettagliate sui tornei internazionali

### Giochi olimpici
| Anno | Luogo             | Piazzamento      | V | N | P | Gol  |
| ---- | ----------------- | ---------------- | - | - | - | ---- |
| 1952 | Helsinki          | Non partecipante | - | - | - | -    |
| 1956 | Melbourne         | Non partecipante | - | - | - | -    |
| 1960 | Roma              | Non qualificata  | - | - | - | -    |
| 1964 | Tokyo             | Argento          | 5 | 0 | 1 | 19:5 |
| 1968 | Città del Messico | Primo turno      | 1 | 1 | 1 | 10:3 |
| 1972 | Monaco di Baviera | Non partecipante | - | - | - | -    |
| 1976 | Montréal          | Non qualificata  | - | - | - | -    |
| 1980 | Mosca             | Oro              | 4 | 2 | 0 | 10:1 |
| 1984 | Los Angeles       | Ritirata         | - | - | - | -    |
| 1988 | Seul              | Non qualificata  | - | - | - | -    |
| 1992 | Barcellona        | Non qualificata  | - | - | - | -    |

## Palmarès
- Torneo Olimpico: 1

Mosca 1980
- Argento olimpico: 1

Tokyo 1964

## Tutte le rose

### Giochi olimpici
Calcio ai Giochi Olimpici Estivi 19641 Schmucker, 2 Urban, 3 Weiss, 4 Pičman, 5 Vojta, 6 Geleta, 7 Cvetler, 8 Mráz, 9 Lichtnégl, 10 Masný, 11 Valošek, 12 Knesl, 13 Matlák, 14 Nepomucký, 15 Knebort, 16 Brumovský, 21 Švajlen, CT: Vytlačil
Calcio ai Giochi Olimpici Estivi 19681 Kramerius, 2 Večerek, 3 Jarábek, 4 Mutkovič, 5 Bouška, 6 Linhart, 7 Štrunc, 8 Petráš, 9 Bartovič, 10 Stratil, 11 Boroš, 12 Findejs, 13 Pajerchin, 14 Kráľ, 15 Krnáč, 16 Jarabinský, 17 Herbst, 18 Holeš, CT: Blažejovský
Calcio ai Giochi Olimpici Estivi 19801 Seman, 2 Macela, 3 Mazura, 4 Radimec, 5 Rygel, 6 Němec, 7 Vízek, 8 Berger, 9 Svoboda, 10 Pokluda, 11 Lička, 12 Václavíček, 13 Netolička, 14 Rott, 15 Šreiner, 16 Štambachr, 17 Kunzo, CT: Havránek
NOTA: Per le informazioni sulle rose precedenti al 1952 visionare la pagina della Nazionale maggiore.